# Ortygornis
Ortygornis — рід куроподібних птахів родини фазанових (Phasianidae). Представники цього роду мешкають в Азії і Африці на південь від Сахари. Раніше їх відносили до роду Турач (Francolinus), однак за результатами низки молекулярно-генетичних досліджень, що показали поліфілітичність цього роду, вони були переведені до відновленого роду Ortygornis.

## Види
Виділяють три види:
- Турач чубатий (Ortygornis sephaena)
- Турач сірий (Ortygornis pondicerianus)
- Турач болотяний (Ortygornis gularis)

## Етимологія
Наукова назва роду Ortygornis походить від сполучення слів дав.-гр. ορτυξ — перепілка і ορνις — птах.